# Парана Сан Мартино (Ливорно)
Парана Сан Мартино је насеље у Италији у округу Ливорно, региону Тоскана.
Према процени из 2011. у насељу је живело 217 становника. Насеље се налази на надморској висини од 116 м.